# Dennis Dunaway
Dennis Dunaway (* 9. prosince 1946 Cottage Grove, Oregon, USA) je americký rockový baskytarista. V letech 1969-1974 byl členem skupiny Alice Cooper, ze které se později stala doprovodná skupina jejího zpěváka. Nahrál s ním alba Pretties for You (1969), Easy Action (1970), Love It to Death (1971), Killer (1971), School's Out (1972), Billion Dollar Babies (1973) a Muscle of Love (1973). Rovněž se podílel na jeho albu z roku 2011 nazvaném Welcome 2 My Nightmare. Ve stejném roce byl se skupinou uveden do Rock and Roll Hall of Fame.